# Mercado de Natal

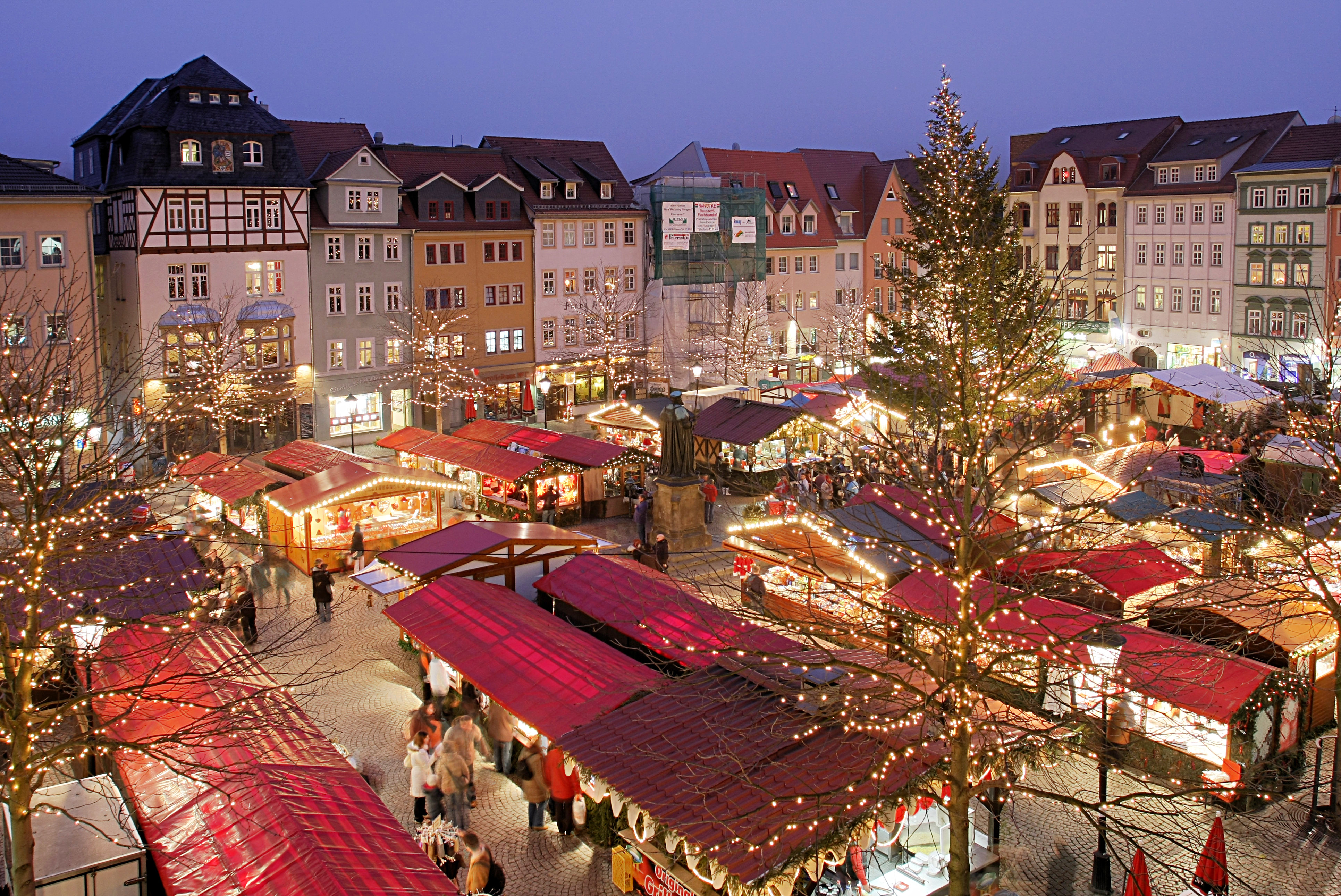
Mercado de Natal em Jena, Alemanha

Mercado de Natal ou mercado natalino (em alemão: Christkindlmarkt, Christkindlesmarkt, Christkindlmarket, Weihnachtsmarkt, Adventsmarkt ou Adventmarkt; em francês: Marché de Noël)  consiste em mercados de rua associados com a celebração do Natal, normalmente instalados durante as quatro semanas do Advento. Estes mercados têm origem na Alemanha, Áustria, Tirol do Sul (norte da Itália) e nas regiões francesas da Alsácia, Lorena e Savoia.
A história dos mercados de Natal remonta ao final da Idade Média, na parte de língua alemã da Europa e em muitas partes do antigo Sacro Império Romano-Germânico, que inclui muitas regiões do leste da França e da Suíça. O Strietzelmarkt de Dresden foi realizado pela primeira vez em 1434. O mercado de Natal de Bautzen (realizado pela primeira vez em 1384), Frankfurt (mencionado pela primeira vez em 1393) e Munique (1310) são ainda mais antigos. O "mercado de dezembro" de Viena foi uma espécie de precursor do mercado natalino e remonta ao ano 1294.

## História
Os mercados de Natal têm suas raízes na Europa medieval, com os primeiros registros remontando ao século XIV na Alemanha. Os mais antigos ainda existentes são o mercado de Natal de Munique, fundado em 1310 e o "Striezelmarkt" em Dresden, fundado em 1434.
Inicialmente, esses mercados eram conhecidos como "Mercados de São Nicolau", em homenagem ao santo padroeiro das crianças e dos presentes. Tais mercados eram locais onde as pessoas podiam adquirir suprimentos para as festividades de Natal, como alimentos, decorações e presentes. Com o tempo, essa tradição ganhou corpo, transformando-se em grandes festividades que uniam a tradição cristã do nascimento de Jesus com costumes e rituais pagãos.
Com o tempo, a popularidade dos mercados de Natal se expandiu e a tradição se espalhou por diversas cidades europeias, mantendo-se como pontos centrais das festividades de final de ano. Ao longo dos séculos, os mercados de Natal mantiveram sua essência tradicional, oferecendo um ambiente acolhedor para as comunidades locais se reunirem e celebrarem o período do Natal.
Atualmente os mercados de Natal mais tradicionais da Europa, principalmente os da Alemanha, atraem milhares de turistas todas as noites ao longo do mês de dezembro.

## Características
Embora tenham se originado na Europa, os mercados de Natal se espalharam por todo o mundo, sendo encontrados em países como Canadá, Estados Unidos, Japão e diversos outros, muitas vezes adaptando-se às tradições locais.
Os mercados de Natal são conhecidos por sua atmosfera festiva única, com ruas decoradas, luzes brilhantes, música natalina e aromas de especiarias no ar. Esses elementos criam um ambiente acolhedor e mágico para os visitantes. Uma característica marcante desses mercados é a ampla gama de produtos artesanais oferecidos. De enfeites de Natal a brinquedos de madeira e velas artesanais, os mercados oferecem uma variedade de presentes únicos e tradicionais.
Os mercados de Natal são um paraíso gastronômico, oferecendo iguarias típicas da época, como o famoso Glühwein (vinho quente), salsichas, pães especiais, biscoitos de gengibre e outras delícias locais. Além das compras, esses mercados muitas vezes apresentam atrações culturais, como apresentações de músicas e danças folclóricas locais, mantendo vivas as tradições da região.